# Pierre Gellé
Pierre Gellé, né en 1878, est un joueur de water-polo français, licencié aux Pupilles de Neptune de Lille.
Avec l'équipe de France de water-polo masculin, il remporte la médaille de bronze olympique aux Jeux olympiques d'été de 1900.